# 卡塞斯谷 (加利福尼亞州)
卡塞斯谷（英語：Catheys Valley）是位於美國加利福尼亞州馬里波薩縣的一個人口普查指定地區。

## 地理
卡塞斯谷的座標為37°25′57″N 120°05′53″W / 37.43250°N 120.09806°W，而該地最高點為海拔高度404米（即1325英尺）。

## 人口
根據2010年美國人口普查的數據，卡塞斯谷的面積為60.770平方千米，當中陸地面積為60.644平方千米，而水域面積為0.126平方千米。當地共有人口825人，而人口密度為每平方千米13人。